# 제임스 울벳
제임스 울벳(Jaimz Woolvett, 1967년 4월 14일 ~ )은 캐나다의 배우이다.
해밀턴에서 태어났다.

## 출연 작품
- 헬터 스켈터 (2004년)
- 사랑은 살며시 다가오고 (2003년)
- 레드 워터 (2003년)
- 글로벌 헤러시 (2002년)
- 고잉 백 (2001년)
- 뷰티풀 죠 (2000년)
- 더 길티 (2000년) - 레오 역
- 테일 라이츠 페이드 (1999년) - 벤 역
- 라이츠 오브 패시지 (1999년) - 레드 테니 역
- 잔 다르크 (1999년)
- 와이 투 케이 (1999년)
- 다리 위에서 생긴 일 (1998년)
- 일급비밀 (1998년)
- 더 어시스턴트 (1997년)
- 로즈우드 (1997년)
- 부기 보이 (1997년)
- 히로시마 (1995년)
- 데드 프레지던트 (1995년)
- 다크 (1993년)
- 용서받지 못한 자 (1992년) - 스코필드 키드 역

### 텔레비전
- 에이번리로 가는 길 (1994)